# Kuringen
Kuringen (fr. Curange, Curenge) – dzielnica (deelgemeente) miasta Hasselt w Belgii, w Regionie Flamandzkim, w prowincji Limburgia, w okręgu Hasselt. 1 stycznia 2020 roku liczyła 11 466 mieszkańców. Do 31 grudnia 1976 samodzielna gmina. Leży nad Kanałem Alberta.

## Demografia
Liczba mieszkańców, stan na 1 stycznia:
| Rok                | 1930 | 1961 | 2020   |
| ------------------ | ---- | ---- | ------ |
| Liczba mieszkańców | 2683 | 5969 | 11 466 |